# المدرسة العليا للشرطة بشاطوناف
المدرسة العليا للشرطة بشاطوناف أو المدرسة العليا للشرطة علي تونسي هي أحد مراكز تكوين الشرطة الجزائرية، تم إنشائها سنة 1970 لتلبية الحاجيات التكوينية للشرطة الجزائرية وذلك بمدينة الجزائر العاصمة.